# Duke-Kriterien
Bei Verdacht auf Endokarditis wird zwischen
- der definitiven (gesicherten),
- der wahrscheinlichen (wahrscheinlich vorliegenden) und
- der ausgeschlossenen infektiösen Endokarditis

unterschieden. Die Duke-Kriterien (benannt nach der Duke University, Durham, North Carolina) helfen, die Diagnose einer infektiösen Endokarditis bei Patienten sicher und rechtzeitig zu stellen.
Sie wurden 1994 von der Arbeitsgruppe um David T. Durack formuliert und sind im Jahre 2015 von Li modifiziert worden (mit erhöhter Sensitivität, aber geringerer Spezifität).

## Pathologie
Die Diagnose einer infektiösen Endokarditis ist gesichert, wenn die folgenden pathologischen Merkmale erfüllt sind:
Nachweis von Mikroorganismen mittels
- Blutkultur (zwei unabhängig voneinander positiv für typische Endokarditis-Erreger) oder
- Histologie in einer Vegetation oder
- in einem Embolus oder
- in einem Abszess des Herzens oder
- eine pathologische Läsion, eine Vegetation oder ein Abszess des Herzens mit histologischen Merkmalen einer aktiven Endokarditis.

## Klinik
Bei allen anderen Patienten gelten die klinischen Kriterien nach Duke, um die Diagnose einer infektiösen Endokarditis zu stellen. Die sichere (definitive) Diagnose einer infektiösen Endokarditis kann in vivo schwierig sein nicht zum Beispiel durch eine Echokardiografie allein möglich. Es müssen entweder
- zwei Hauptkriterien oder
- ein Hauptkriterium und drei Nebenkriterien oder
- fünf Nebenkriterien erfüllt sein.

### Duke - Hauptkriterien

#### Positive Blutkulturen
- Mikroorganismen, die typischerweise eine infektiöse Endokarditis verursachen können, aus zwei getrennten Blutkulturen
  - Streptococcus viridans, S. bovis, HACEK Gruppe oder
  - Staphylococcus aureus oder
  - Enterococcus bei Abwesenheit eines Primärherdes
- anhaltend positive Blutkulturen mit Mikroorganismen, die typischerweise eine infektiöse Endokarditis verursachen können
  - Blutkulturen mit mehr als 12 Stunden zeitlichem Abstand oder
  - drei oder der Mehrheit von mindestens vier verschiedenen Blutkulturen, wobei die erste und letzte mit mindestens einer Stunde zeitlichem Abstand entnommen wurde.

#### Morphologischer Nachweis einer Beteiligung von Herzinnenhaut/Herzklappen
- positiver Echokardiographiebefund (Ultraschallbild vom Herzen durch Echokardiografie: Transösophageale Echokardiographie bzw. Transthorakale Echokardiographie) für infektiöse Endokarditis bedeutet, dass folgende Kriterien vorliegen:
  - flottierende Masse (oszillierende Strukturen) auf einer Klappe oder
  - dem Halteapparat oder
  - in Richtung der Regurgitationsjets
  - bzw. auf einem iatrogenen Material (wie z. B. einer Herzschrittmachersonde)
    - bei Fehlen einer alternativen anatomischen Erklärung oder

  - Abszess oder
  - neue teilweise Dehiszenz einer Kunstklappe oder
- Neu aufgetretene Klappeninsuffizienz (die Verstärkung oder Veränderung eines vorbestehenden Herzgeräusches reicht nicht aus)

#### Modifikation nach Li
- positive Q-Fieber-Serologie
- Bakteriämie durch Staphylococcus aureus

### Duke-Nebenkriterien

#### Prädisposition
- prädisponierende Herzerkrankung oder
- intravenöser Drogengebrauch

#### Fieber
- Fieber > 38,0 °C

#### Gefäßbefunde
- arterielle Embolien,
- septische Lungeninfarkte,
- mykotische Aneurysmen,
- Hirnblutungen,
- Einblutungen der Schleimhäute,
- Janeway-Läsionen

#### Zeichen einer systemischen Immunreaktion
- Glomerulonephritis,
- Löhlein-Herdnephritis,
- Osler-Knötchen,
- Roth-Flecken des Augenhintergrundes bei Netzhautblutung,
- Rheumafaktor

#### Echokardiografie
- Hinweis auf infektiöse Endokarditis ohne ein Hauptkriterium zu sein (Verdachtsdiagnose)

#### Mikrobiologie
- positive Blutkulturen, aber nicht nach den Hauptkriterien, oder
- serologischer Hinweis auf aktive Infektion mit einem Organismus, der vereinbar mit einer infektiösen Endokarditis ist

### Ausschluss der infektiösen Endokarditis
Eine infektiöse Endokarditis kann ausgeschlossen werden,
- wenn eine eindeutige alternative Diagnose wahrscheinlich ist,
- wenn nach einer viertägigen antibiotischen Behandlung das Krankheitsbild beendet ist bzw. sich die Symptome zurückbilden, oder
- wenn in Operation oder Autopsie innerhalb der ersten vier Tage nach Beginn einer antibiotischen Behandlung kein histologischer (feingeweblicher) oder bakteriologischer Nachweis einer infektiösen Endokarditis erbracht werden kann.

### Wahrscheinliche infektiöse Endokarditis
Befunde, die nicht denen der sog definitiven Endokarditis, jedoch auch nicht einem Ausschluss entsprechen:
- ein Hauptkriterium und ein Nebenkriterium oder
- drei Nebenkriterien